# Nerwiak
Nerwiak – rzadki, zwykle niezłośliwy nowotwór obwodowego układu nerwowego, utworzony z wypustek nerwowych lub osłonki łącznotkankowej, umiejscowiony często w kanale kręgowym.
Ma postać drobnych, pojedynczych lub mnogich czerwonobrunatnych guzków. Podobnie przedstawia się utkanie nerwiaka pourazowego, który może być przyczyną bólów fantomowych lub piekących.
Nerwiaki złośliwe prowadzą do przerzutów drogą krwi i chłonki.